# Dies theologicus
Dies theologicus (lat. za Dani teologije) su znanstveni skup u Hrvatskoj. Organizira ga Katolički bogoslovni fakultet. Održava se od 2006. godine jednom godišnje u dvorani Vijenac Nadbiskupskog pastoralnog instituta  (Kaptol 29a, Zagreb) u Zagrebu. U sklopu skupa obrađuje se jedna tema s ciljem da se zajedničkim promišljanjem, studenata i profesora, pokušaju dati određene teološke smjernice. Nakon predavanja slijede plenarne rasprave. Skup ima i glazbeni program na kojem nastupe bogoslovni sastavi kao što su Zagrebački bogoslovni oktet, zbor Instituta za crkvenu glazbu "Albe Vidaković" i dr.
Tema 5. Dies theologicus (2010.) bila je Bogoslovska smotra – 100 godina – tradicija i vizija i te je godine suorganizator bila   izdavač i nakladnik Bogoslovske smotre Kršćanska sadašnjost, 6. Dies theologicus (2011.) bili su studenti laici i njihova perspektivi u Crkvi, 7. Dies theologicus (2012.) bila je 50. obljetnica Katehetskog instituta pri Katoličkom bogoslovnom fakultetu Sveučilišta u Zagrebu , 8. Dies theologicus (2013.) su (Ne)ugodni razgovori na suvremenom Areopagu,  9. Dies theologicus (2014.) bili su "Vjekoslav Bajsić i Tomislav Janko Šagi-Bunić: Filozofski i teološki tragovi i putokazi, 10. Dies theologicus (2015.) bila je Sinodalnost Crkve,  11. Dies theologicus (2016.) bila je Vizija Crkve pape Franje,12. Dies theologicus (2017.) je 500 godina Reformacije.